# Горпініч Оксана Леонідівна
Оксана Леонідівна Горпініч (позивний — «Мураха»; 2 травня 1978, Гордєєво, Росія — 4 травня 2022, Харківська область) — українська медичка, військовослужбовиця, старший сержант 14 ОМБр Збройних сил України, учасник російсько-української війни. Кавалерка ордена «За мужність» III ступеня (2022, посмертно).

## Життєпис
Оксана Горпініч народилася 2 травня 1978 року в Гордєєво Росії. У дитинстві разом із родиною переїхала в селище Благодатне на Волинь.
Закінчила Ківерцівське медичне училище. Працювала фельдшеркою в родинному селі, медичною сестрою у Заболотцівському ліцеї.
Від 2016 року на фронті, військова медичка 14-ї окремої механізованої бригади. Була на Луганщині, Донеччині, Миколаївщині, Житомирщині, Харківщині.
2 травня 2022 року під Харковом надала медичну допомогу 83 бійцям, незважаючи на обстріл будинку, де вона перебувала з пораненими. Загинула 4 травня 2022 року на Харківщині.
Похована 12 травня 2022 року в с. Біличі на Волині.

## Нагороди
- орден «За мужність» III ступеня (6 вересня 2022, посмертно) — за особисту мужність і самовіддані дії, виявлені у захисті державного суверенітету та територіальної цілісності України, вірність військовій присязі[1];